# Responsorio
El responsorio es un canto litúrgico de tipo salmódico en el cual la entonación de los versículos por un solista o grupo de lectores-cantores es respondida por los asistentes con una breve vocalización (el responsorio propiamente dicho). Este responsum se plantea como un eco reiterativo, el cual usualmente deriva del último sonido del último inciso dejado por el o los solistas. 
Cabe resaltar que unido a  "salmodias",  "antífonas" y  "aleluyas"  conforma el canto gregoriano.
El canto responsorial tiene origen en la tradición sinagogal judía y es la forma de canto más antigua de la Iglesia.
Tras la reforma litúrgica del Concilio Vaticano II, se establecieron dos variantes:
- El salmo responsorial, que se canta en la misa tras la primera lectura.
- El responsorio se usa en el oficio divino y es la forma en la que el salmo se reduce a un pequeño verso resumido, además de que en esta cobra más importancia la respuesta del coro.[cita requerida]

Este tipo de cantilación puede ser entendida como un ritornello o refrán. Ejemplos de este se hallan en los troparios primitivos, las secuencias y el jubilus, el cual se puede encontrar en las vocalizaciones del versículo que precede, en las Vísperas, al Magnificat.[cita requerida]